# Нюкёбинг (Фальстер)
Ню́кёбинг (дат. Nykøbing) — город в Дании, административный центр коммуны Гульборгсунн (область Зеландия). Население 19 679 (2004).
Город расположен на двух островах Лолланн и Фальстер, которые соединены 295-метровым мостом Фредерика IX через пролив Гульборгсунн. Большая часть населения города проживает на острове Фальстер (85 %).

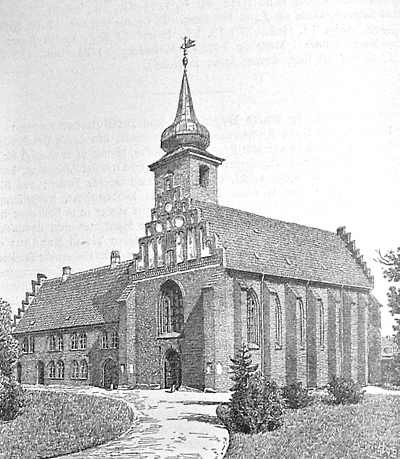
Церковь в Нюкёбинге, 1896

Основан около 12 века как крепость. В 1332 году в крепости умер датский король Кристофер II, в 1667 году в городе женился король Кристиан V.
Сейчас город является коммерческим и промышленным центром, в нём расположены заводы сахарной промышленности, табачные фабрики, судостроительные верфи и предприятия рыбной промышленности.
В пределах города находятся остатки средневекового замка (уничтожен в 1767 году) и готической церкви XV века (была частью монастыря до 1532 года). В городе расположен дом-музей, где в 1716 году проживал Пётр I.